# 3788 Steyaert
3788 Steyaert este un asteroid din centura principală, descoperit pe 29 august 1986 de Henri Debehogne.